# میرزا حبیب‌الله‌خان سورتیجی
میرزا حبیب‌الله خان سورتیجی (اهل سورت (ساری) - درگذشتهٔ ۱۲۹۰ خورشیدی) که از سوی ناصرالدین شاه لقب اشجع‌المُلک را دریافت داشت حاکم مازندران در دورهٔ قاجار بود. او نوهٔ مصطفی‌خان سورتیجی (از نزدیکان دربار محمدشاه و ناصرالدین‌شاه قاجار) بود.
میرزا حبیب الله خان سورتیجی که در واقع نمایندهٔ شاه قاجار در بخشی از کشور بود و همچنین رابطهٔ بسیار خوبی با روحانیت داشت در جریان رخدادهای انقلاب مشروطه، مشروعه‌خواه شد و در محل رود تجن ساری با مشروطه‌خواهان جنگید و پس از آن مغضوب و از همهٔ مناصب دولتی کنار گذارده شد. ولی به دلیل خدماتی که در دورهٔ مسئولیت انجام داد و همچنین موقعیت خانوادگی ویژه‌اش توانست جان سالم به در بَرَد. البته روایت دیگری نیز در چگونگی رهیدن وی از مرگ وجود دارد که می‌گوید : «امپراتور وقت روسیه به وزارت امور خارجه ایران اعلام کرد حبیب‌الله‌خان اشجع‌الملک سورتیجی تحت حمایت ماست بدین ترتیب از مرگ حتمی ، مانند سرنوشت مرحوم شیخ غلامعلی شهید و حبیب الله میرزا حسامی و دیگران نجات یافت.»

## پس از برکناری
پس از برکناریِ میرزا حبیب‌الله‌خان اشجع‌الملک یکم که فرزند نرینه‌ای نداشت، همهٔ دارایی و املاک و حتی لقبش را به پسرعمویش میرزا محمدخان اشجع‌الملک دوم پسرفضل‌الله خان دادند که ایشان چندین سال حاکم چهاردانگه سورتیجی ماند و البته به زورمندی و زیرکی اشجع‌الملک بزرگ نبود. هرچند اشجع‌الملک یکم پسری نداشت ولی از او دو دختر به جا ماند یکی عروس سردار جلیل کلبادی؛ مادر کلبادی‌های ساری شد و و دومی مادر وزیری‌های ساری که اکنون بیشتر تهران و خارج از ایران زندگی می کنند.

## بن‌مایه
- تبصرةالزائرین- سفرنامه‌ی حاج‌مصطفی خان سورتیجی - تصحیح و تحشیه: سامان سورتیجی - شلفین ۱۳۹۱